# Unité urbaine d'Annonay
L'unité urbaine d'Annonay est une unité urbaine française centrée sur la commune d'Annonay, en Ardèche.

## Données globales
En 2010, selon l'INSEE, l'unité urbaine était composée de six communes.
En 2020, à la suite d'un nouveau zonage, elle est composée des six mêmes communes. 
En 2022, avec 28 051 habitants, elle représente la 2e unité urbaine du département de l'Ardèche et occupe le 33e rang dans la région Auvergne-Rhône-Alpes.
En 2021, sa densité de population s'élève à 354 hab/km2. Par sa superficie, elle ne représente que 1,4 % du territoire départemental mais, par sa population, elle regroupe 8,34 % de la population du département de l'Ardèche.

## Composition selon la délimitation de 2020
Elle est composée des six communes suivantes :
| Nom                      | Code Insee | Département | Statut       | Superficie (km2) | Population (dernière pop. légale) | Densité (hab./km2) | Modifier                                    |
| ------------------------ | ---------- | ----------- | ------------ | ---------------- | --------------------------------- | ------------------ | ------------------------------------------- |
| Annonay (ville-centre)   | 07010      | Ardèche     | ville-centre | 21,20            | 17 222 (2022)                     | 812                | modifier les données · modifier les données |
| Boulieu-lès-Annonay      | 07041      | Ardèche     | banlieue     | 9,45             | 2 255 (2022)                      | 239                | modifier les données · modifier les données |
| Davézieux                | 07078      | Ardèche     | banlieue     | 5,59             | 3 181 (2022)                      | 569                | modifier les données · modifier les données |
| Roiffieux                | 07197      | Ardèche     | banlieue     | 19,52            | 2 723 (2022)                      | 139                | modifier les données · modifier les données |
| Saint-Clair              | 07225      | Ardèche     | banlieue     | 5,81             | 1 292 (2022)                      | 222                | modifier les données · modifier les données |
| Saint-Marcel-lès-Annonay | 07265      | Ardèche     | banlieue     | 16,61            | 1 378 (2022)                      | 83                 | modifier les données · modifier les données |

## Évolution démographique
| 1968   | 1975   | 1982   | 1990   | 1999   | 2010   | 2015   | 2021   |
| ------ | ------ | ------ | ------ | ------ | ------ | ------ | ------ |
| 25 619 | 26 727 | 26 810 | 27 017 | 26 807 | 26 927 | 27 378 | 27 646 |